# George Boleyn
George Boleyn (født ca. 1504 – død den 17 maj 1536) var bror til Henrik 8. af Englands anden hustru Anne Boleyn, og gift med Jane Parker. Da hans søster, Anne Boleyn, faldt i unåde, blev han sammen med hende anklaget for højforræderi. De blev begge dømt til døden og halshugget i 1536.

## Baggrund
George var den eneste overlevende søn af Thomas og Elizabeth Boleyn. Parret havde oplevet tabet af adskillige børn, men kun tre overlevede, Mary Boleyn, Anne Boleyn og George Boleyn. Der har været meget debat om de præcise fødselsdatoer for de tre børn, men man er i dag temmelig enige om, at Mary var den ældste og George den yngste.
George og hans søstre blev født i Norfolk på deres families ejendom, Blickling Hall, men voksede op på et andet af familiens ejendomme, Hevers-slottet i Kent, der blev deres faste hjem omkring 1505, da Thomas arvede det fra sin far.
Ligesom sin far var det en selvfølge at George skulle have en karriere som hofmand, politiker og diplomat. Med dette i tankerne blev George som 10-årig introduceret ved Henrik 8. af Englands hof, da han deltog i julefestlighederne i 1514/15 sammen med sin far. Der mødte han også for første gang kongens svoger Charles Brandon og Nicholas Carew, der senere skulle blive hans største fjender (Brandon sad i juryen, der dømte ham, og Carew hjalp Jane Seymour med at vinde kongens hjerte). Takket være sin families indflydelse og det faktum, at kong Henrik syntes om ham, gjorde, kom han i kongens tjeneste.
Selv om hans to søstre blev uddannet ved hof på kontinentet (Mary fra 1514 til 1519, og Anne fra foråret 1513 til slutningen af 1521), voksede George op i England, men talte godt fransk, italiensk og latin. Boleyn blev formentlig slået til ridder i 1529, og var kendt som viscount Rochford samme år, efter at hans far fik titlen jarl af Wiltshire. George gik i sin fars fodspor som diplomat og rejste til Frankrig i adskillige vigtige ærinder. I hans officielle papirer på disse rejser beskrives han som den, kongen "især elskede og stolede på". I 1533 havde George Boleyn deltaget ved Parlamentets møder oftere end nogen anden adelsmand.

## Ægteskab
George Boleyn var helt sikkert gift i januar 1526, da et brev til kardinal Wolsey bekræfter, at han var berettiget til yderligere £ 20, så den "unge Boleyn og hans kone kunne leve af det". Der foreligger ingen oplysninger fra samtiden om, at parret havde et dårligt samliv. Tværtimod skrev Jane til George, da han sad fængslet i Tower of London, med forsikring om efter bedste evne at fremme hans sag hos kongen. Hun skal efter Georges død være gået klædt i sort resten af sit liv. Sandsynligvis blev Jane set på med skepsis af eftertiden, fordi hun selv blev henrettet for sin deltagelse i den affære, kong Henriks 5. kone, Catherine Howard, havde med Thomas Culpeper. Dette blev tolket, som om Jane selv var en umoralsk person.
Henved 50 år senere var poeten Thomas Wyatts sønnesøn George Wyatt (1553-1624) den første, der anklagede Jane for at have været en dårlig hustru. I sin bog The Life of Anne Boleyn, delvis baseret på Annes hofdame Anne Gainsfords erindringer, kaldte han Jane "sin mands anklager, som tilmed søgte hans blod", men Wyatt underbygger ikke sin anklage. Hans bog var bestilt af ærkebiskoppen af Canterbury for at tjene som modvægt til datidens katolske propaganda, der verserede på kontinentet. Han fremstiller Anne Boleyn nærmest som en protestantisk martyr, og da hendes datter Elizabeth sad på tronen med henvisning til sin nedstamning fra huset Tudor, kunne George Wyatt ikke lægge skylden for Anne Boleyns død der, hvor den hørte hjemme, på hendes mand kong Henrik. Fordi Jane havde været katolik og veninde af dronning Maria, var det nærliggende at gøre hende til syndebuk.
150 år senere hævdede den skotske biskop Gilbert Burnet (1643-1715), at ægteskabet havde været ulykkeligt, og at Jane havde vidnet mod sin mand og hans søster Anne, fordi hun skulle have været jaloux på det nære forhold mellem de to søskende. Burnet påstod også, at Jane ikke var nogen dydig kvinde, men fortalte kongen historier, der skulle få ham til at mistro sin kones forbindelse til sin egen bror. Havde Burnet læst skrifterne efter dommer John Spelman, havde han været klar over, at vidnemålene, der var afgørende i sagen mod George Boleyn, var fra Bridget Wingfield og Nan Cobham.
450 år senere - i 1987 - fremsatte historikeren Retha Warnicke en teori om, at Boleyn nok havde været homoseksuel, skønt ingen rygter gik om det i samtiden, hvor han tværtimod blev kaldt en skørtejæger. Warnicke viser til, at hans ægteskab var barnløst, selv om barnløse ægteskaber ikke var ualmindelige. Hun fremstiller også det forhold, at Boleyn lånte en satirisk fremstilling af ægteskabets glæder til hofmusikanten Mark Smeaton, som bevis for, at de to mænd stod i forhold til hinanden, skønt Boleyn lånte den samme bog til andre ved hoffet, deriblandt Thomas Wyatt.

## Retssag og henrettelse
Kongen havde haft Georges søster Mary som elskerinde, derefter søsteren Anne, som kong Henrik også giftede sig med og gjorde til dronning i 1533. Samme år blev deres datter Elizabeth 1. af England født, og George var dermed morbror til den kommende dronning.
Kong Henrik ventede dog utålmodigt på en mandlig tronarving, men i januar 1536 aborterede Anne Boleyn, og kongens interesse for hendes hofdame Jane Seymour tiltog yderligere. Hans første kone, dronning Katharina, var død, og Henrik udtænkte sammen med sin rådgiver, Thomas Cromwell, en plan for at slippe af også med kone nr 2, Anne Boleyn, så han var fri til at gifte sig med Jane Seymour. Første tegn på, at George Boleyn var faldet i unåde, kom 29. april 1536.  Det var forventet, at han den dag ville blive slået til ridder af Hosebåndsordenen, men til Boleyn-familiens bestyrtelse havde Henrik 8. ombestemt sig og udnævnte i stedet Nicholas Carew, der var deres modstander og en støttespiller for Jane Seymour. 
Dronning Anne og George blev arresteret den 2. maj 1536, dagen efter May Day-festlighederne. Anne blev beskyldt for utroskab med fem mænd, deriblandt sin bror, George, der blev anklaget for incest med sin søster dronningen, og at hjælpe hende med at planlægge kongens død. 12. maj blev Mark Smeaton, Henry Norris, Francis Weston og William Brereton ført for retten i Westminster Hall. Ingen beviser forelå, og bortset fra Smeaton erklærede de sig alle uskyldige. Thomas Cromwell havde sammensat en jury, bestående næsten helt af kendte modstandere af Boleyn-familien, som ikke var svære at opdrive. De fem tiltalte blev dømt til døden af en jury, bestående af deres ligemænd. At tre andre, der også var arresteret, alligevel blev løsladt - poeten Thomas Wyatt, samt hofmændene Richard Page og Francis Bryan - tyder dog på, at kong Henrik til en vis grad bevarede fatningen.
George fik sin sag op et par timer efter Annes, 15. maj 1536. Anklagen var, at han havde gjort nar af kong Henriks manglende seksuelle evner, og lavet sjov med, at prinsesse Elizabeth ikke var kongens datter - udtalelser, der gjaldt som højforræderi. Til overmål læste han anklagerne højt i retten, hvad der yderligere ydmygede kongen. George har nok vidst, at sagen i alle tilfælde var tabt. Han blev dømt til en forræders død, hjul og stejle i Tyburn (ved vore dages Marble Arch). (Det blev dog omgjort til halshugning.) George Boleyn svarede, at han havde gjort sig fortjent til at dø, og bad kun om, at kongen fik gjort hans gæld op.
 
Da Anne var fundet skyldig, havde det været umuligt at kende George uskyldig. Kejser Karl 5.s ambassadør Eustace Chapuys anførte dog, at George talte sin sag så godt, at adskillige af de fremmødte væddede 10 mod 1 på, at han ville blive løsladt - især, da ingen vidner blev kaldt frem, hvad der ellers var almindeligt, især når den tiltalte afviste anklagen. Om incest-anklagen svarede George: "På grundlag af kun en eneste kvinde er I villige til at tro denne ondskab om mig, og på grundlag af hendes påstande domfælde mig."
"Kun en eneste kvinde" blev i eftertid tolket som rettet mod Georges egen kone. Men dommer John Spelman, der var til stede også ved en række andre retssager - blandt andet da Thomas More og kardinal Wolsey blev dømt - henviste til lady Bridget Wingfield, opvokset på slottet Stone i Kent, naboejendommen til Hever-slottet, hvor Boleyn-familien holdt til. Lady Wingfield skal have tjent ved dronning Katharinas hof og senere blevet Anne Boleyns kammerjomfru. De to stod hinanden nær, og da Anne og kong Henrik rejste til Calais i 1532, standsede de undervejs til Dover netop for at besøge lady Wingfield. Hun menes at være død i 1533/34, men af Spelmans rapport fremgår, at noget hun havde røbet om dronningen, blev trukket frem i sagen mod Anne.
Hofdamen lady Worcesters bror, Anthony Browne, skal i foråret 1536 have bemærket, at hans søster var gravid, og hendes fraværende mand kunne ikke være barnets far. Browne bebrejdede derfor sin søster for hendes letsind. Lady Worcester svarede sin bror, at hun i hvert fald "ikke var værre end dronningen". Hun har ikke kunnet tænke sig, at hendes bror ville gå til kongen med hendes rappe bemærkning.
George Boleyn og de fire andre mænd blev halshugget på Tower Hill om morgenen den 17. maj 1536. Han holdt en længere tale, der er gengivet i forskellige versioner. Der skulle tre hug af øksen til, før hans hoved var skilt fra kroppen. Thomas Wyatt så fra sin celle de fem mænd ført til skafottet og skrev senere digtet In mourning wise since daily I increase om det. Om Georges død skrev han: "...many cry aloud / it is great loss that thou art dead and gone.".
George Boleyn blev lagt til hvile i St. Peter ad Vincula-kirken i Tower foran højalteret. Kun to dage senere blev hans søster begravet det samme sted. Og den dag, 17. maj 1536, erklærede ærkebiskop Thomas Cranmer ægteskabet mellem kong Henrik og Anne Boleyn som ugyldigt, hvorved parrets datter Elizabeth blev at anse som født udenfor ægteskab.

## Fodnoter
1. ↑  Six Degrees of Francis Bacon
2. ↑  Blickling Estate | National Trust
3. ↑  George Boleyn
4. ↑  George Boleyn
5. ↑  The Anne Boleyn Files » George Boleyn, Lord Rochford, Part 1
6. ↑  Thomas Culpeper
7. ↑  Elizabeth Norton Historian and Author: 10 May 1536 - Lady Rochford
8. ↑  George Wyatt
9. 1 2  Jane Boleyn: Propaganda and the Rise of Myth by Adrienne Dillard
10. ↑  Bishop Gilbert Burnet(1643-1715)
11. ↑  Spelman, Sir John (c. 1480–1546), judge and law reporter | Oxford Dictionary of National Biography
12. ↑  Under These Restless Skies: The Mysterious Nan Cobham
13. ↑  George Boleyn's Sexuality - The Anne Boleyn Files
14. ↑  23 April 1536 - Nicholas Carew, George Boleyn and the Order of the Garter - The Anne Boleyn Files
15. ↑  G.W. Bernard: Anne Boleyn: Fatal attractions (s. 191), Yale University press, 2010, ISBN 978-0-300-17089-4
16. ↑  15th May 1536 - The Trial of George Boleyn - The Anne Boleyn Files
17. ↑  Eustace Chapuys
18. ↑  Lissa Chapman: Anne Boleyn in London
19. ↑  Sir John Spelman, Anne Boleyn and Lady Wingfield - The Anne Boleyn Files
20. ↑  G.W. Bernard: Anne Boleyn: Fatal attractions (s. 154)
21. ↑  17th May - Execution of George Boleyn
22. ↑  In Mourning wise since daily I increase
23. ↑  Chapels Royal, H M Tower of London | The Chapel of St Peter ad Vincula
24. ↑  17th May 1536 - The Executions of Five Men - The Fall of Anne Boleyn: A Countdown